# Me'Ahorei Hasoragim
Me'Ahorei Hasoragim (hebreu: מאחורי הסורגים‎, Darrere les parets) és una pel·lícula israeliana de 1984 dirigida per Uri Barbash i escrita pel seu germà Benny Barbash i Eran Preis. És una pel·lícula amb presoners israelians i palestins que acaba transmetent un missatge de pau. Va ser nominada a l'Oscar a la millor pel·lícula de parla no anglesa.

## Argument
La història es produeix en el bloc d'alta seguretat de la presó central d'Israel. Uri i Issam són els líders dels grups presoners israelians i palestins, respectivament. Després d'un espectacle musical a la presó, esclata una disputa entre Hoffman, un pres jueu i un palestí. Quan Hoffman és assassinat, l'oficial de seguretat inicia una baralla, i diu que el culpable de l'assassinat està a la cel·la de Issam. Doron, l'únic presoner jueu de la cèl·lula àrab, es nega a signar un document que implica Issam en el delicte i se suïcida. Deixa una nota que diu que ningú de la seva cel·la no era responsable del delicte. Com a resultat, Uri i Issam comencen una vaga general de fam i fan sacrificis personals per no trencar-la.

## Personatges
- Uri (Arnon Zadok) està complint la seva segona condemna per robatori, i ha estat un delinqüent des de jove. És el dirigent de tots els presoners jueus a la seva cel·la.
- Issam (Mohammed Bakri) és un terrorista Fatah moderat a la presó. És el dirigent de la cèl·lula palestina.
- Asaf (Asi Dayan) és un agent d'IDF sentenciat anteriorment ser un agent del PLO a Europa. Tothom el margina fins que normalitza les seves relacions amb Uri.
- "El Songbird" (Boaz Sharabi) és un cantant i músic talentós de la cel·la d'Uri, i el primer presoner que participa en un festival de música nacional a Israel.